# Michael Kruscha

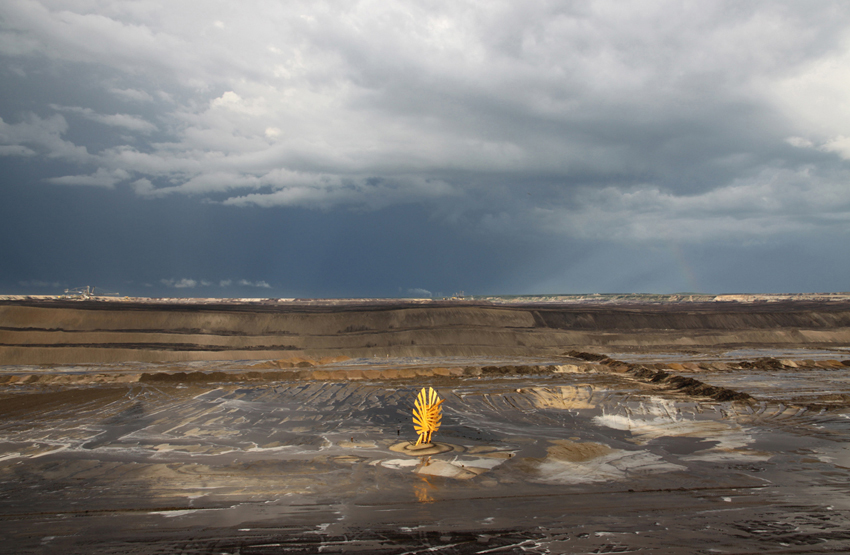
Phoenix - Landart Installation, Tagebau Welzow Süd, 2011

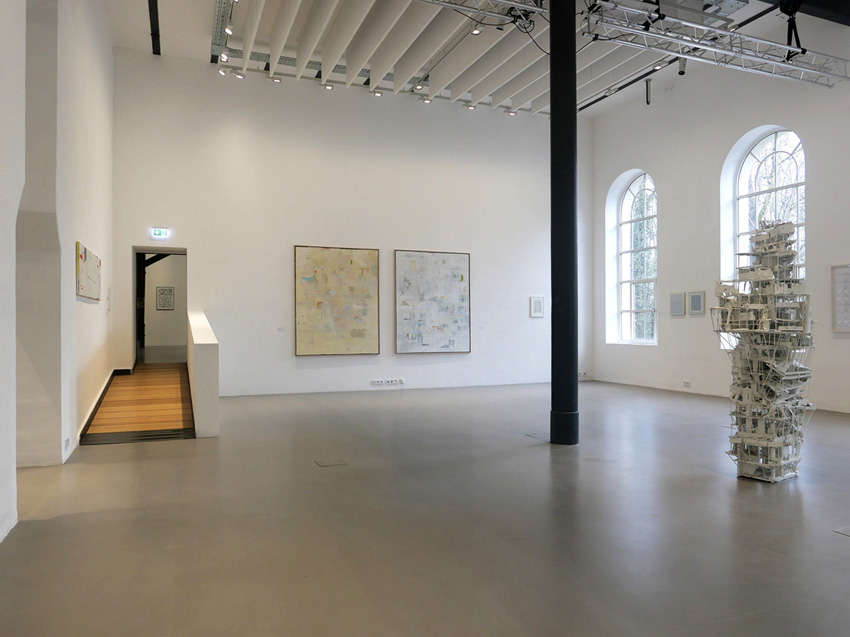
Leerraum 3.0, Walkmühle Wiesbaden, Malerei Michael Kruscha

Michael Kruscha (* 30. August 1961 in Hoyerswerda) ist ein deutscher Maler und Fotograf. Er lebt und arbeitet in Berlin.

## Leben
Michael Kruscha unternahm als Maler und Fotograf seit 1990 Projektreisen ins kasachische Almaty, nach Nazca in Peru und Sanaa im Jemen, aus denen thematische Werkzyklen hervorgingen. Von 1999 bis 2001 erfolgten Arbeits- und Studienaufenthalte bei Daniel Fischer (Academy of Fine Arts and Design, Bratislava).
Die sich ornamental übereinanderschreibende Erinnerungstafel Jiblah (Jemen, 2005), wurde von Siedlungsformen angeregt und strebt zum Arabesken. Daneben entstanden von expressivem Pinselgestus getragenen Werke wie die Toros Serie (2008). Das Wandbild Alegria von 2015 im Café der Kulturfabrik Hoyerswerda bezieht sich thematisch auf das 2010 gestartete, jährlich wiederkehrende Bühnenstück-Tanzprojekt Eine Stadt tanzt.
Ab 2011 setzte sich Kruscha mit dem Braunkohlebergbau und seinen Folgen in der Lausitz auseinander, so in der Komposition Verlorene Orte (2013). Als zentrales Werk steht der Tanz des Phoenix, das er mit der Bildhauerin Ines Diederich schuf. Diese Installation im Tagebau Welzow-Süd, begleitete die Ausstellung Paso doble (2011) im Gutshaus Geisendorf. Während der Performance ging die große Holzskulptur des Phönix in Flammen auf – und der Vogel entstieg quasi derselben.
Die seit 2020 entstehenden Werkgruppen zeigen aus Reduzierung, Übermalen und partieweisem Auslöschen fast leer geräumte Kompositionen. Collagierte Papiere und sparsame Farbeinfügungen bleiben im Untergrund zurück und geben Ahnungen innerer Landschaften, wie die Komposition in weiss von 2021 veranschaulicht.
Michael Kruschas Fotografie erkundet häufig den Aspekt des Vergänglichen an menschenleeren, pittoresken Orten und architektonischen Restbeständen. Über einen Zeitraum von zwölf Jahren entstand das fotografische Langzeitprojekt Bus Stops - Haltepunkte im Grenzenlosen (2003–2015).
2015 war er Mitgründer des Kunstraumes Braugasse im Stadtzentrum von Hoyerswerda. Als Kurator realisierte er seit 2016 über 38 Ausstellungen, darunter die im Jahr 2023 von ihm initiierte internationale Ausstellung Leerraum mit 21 Positionen. Sie näherte sich aus unterschiedlichen Richtungen dem Themenfeld des „geringfügigen“ Bildaspekts. Reduktion auf der einen, Minimalismus auf der anderen Seite, also Entleeren und Erscheinen, wie es Jörg Sperling im Katalog beschreibt.
Nach einer erweiterten Präsentation unter dem Titel »Leerraum. weiß/schwarz« im Herbst 2023 im Kunstmuseum Dieselkraftwerk Cottbus für moderne Kunst in Cottbus, hat der Künstlerkurator Michael Kruscha nun mit »Leerraum 3.0« eine aktualisierte Version (fünfundzwanzig sehr unterschiedliche künstlerischen Handschriften) für den Künstlerverein Walkmühle_(Wiesbaden) erarbeitet. In diese fanden nicht nur Positionen von Künstlerinnen und Künstlern aus der Region Eingang, sondern erstmalig auch der Aspekt der Leere in der Klangkunst. Wie der Appendix »3.0« im Ausstellungstitel vermuten lässt, handelt es sich bei der von Michael Kruscha kuratierten und mit internationalen Künstlerinnen und Künstlern besetzten Schau mittlerweile um eine Ausstellungsreihe, die im »Kunstraum Braugasse« in Hoyerswerda im Frühjahr 2023 ihren Ausgang nahm.

## Ausstellungen (Auswahl)
- Leerraum 3.0, Walkmühle, Wiesbaden, 2025
- layers and lines, FK Gallery/Fotokolektif, Ankara, 2024
- Leerraum weiß/schwarz, Kunstmuseum Dieselkraftwerk Cottbus, 2023
- times stands still, Dupree Gallery, Irving Arts Center, Irving (Texas), 2022
- transition, Galerie im Sakralmuseum Klosterkirche St. Annen (Kamenz), Kamenz, 2021
- Bilder einer Landschaft, Museum Moderner Kunst Kärnten, Klagenfurt, 2020
- time stands still, San Angelo Museum of Fine Arts, 2019
- images of a landscape, Museum of Modern and Contemporary Art Koroska, Slovenj Gradec, 2019
- scado, Lausitzer Kunstsammlung, Festung Senftenberg, 2018
- in the middle of nowhere, Galerie Kalo, Tirana, 2016
- Brandenburgischer Kunstpreis, Stiftung Schloss Neuhardenberg, 2016
- anderswo, Städtische Sammlungen, Museum der Westlausitz Kamenz, 2015
- around you - Ostrale `014, OSTRALE – Internationale Ausstellung für zeitgenössische Künste, Dresden, 2014
- in the middle of nowhere, Galerie Tengri Umai, Almaty, 2013
- Tanz des Phoenix, Installation im Tagebau Welzow-Süd, Gutshaus Geisendorf, in Zusammenarbeit mit Ines Diederich, 2011
- Abseits - vier künstlerische Positionen, Badisches Kunstforum, Freiburg, 2010
- Paso doble, mit Ines Diederich, Plastik-Objekte, Galerie IPP im Max-Planck-Institut für Plasmaphysik, Greifswald, 2010
- Locomotion, mit Bruno Beratti, kinetische Objekte, Galerie im Griesbad, Ulm, 2010
- Pueblo, Galerie Sheriban Türkmen, Berlin, 2009
- Moderne Mobilität, Kunstpreis 2008, Prinz-Max-Palais, Karlsruhe, 2008
- Resultate 2000, Palais Wittgenstein, Wien, 2000
- Time Warp 99, Salle de Bal, Wien, 1999

## Veröffentlichungen und Kataloge
- Leerraum, 2023, hrsg. v. Michael Kruscha, Kunstraum Braugasse, ISBN 978-3-00-074846-2
- 575 - Kunstraum Braugasse, 2022, hrsg. v. Michael Kruscha, Kunstraum Braugasse, ISBN 978-3-00-073382-6
- Umbruch und Beständigkeit - Kunstsammlung Lausitz nach 1990, hrsg. v. Kunstsammlung Lausitz, ISBN 978-3-942694-37-7
- 719 - Kunstraum Braugasse, 2020, hrsg. v. Michael Kruscha, Kunstraum Braugasse, ISBN 978-3-00-067355-9
- Bilder einer Landschaft, 2019, hrsg.v.Museum für moderne und zeitgenössische Kunst Koroska, Slovenj Gradec, Museum Moderner Kunst Klagenfurt, Stiftung für das       sorbische Volk, ISBN 978-3-7420-2560-9
- 848 - Kunstraum Braugasse, 2018, hrsg. v. Michael Kruscha, Kunstraum Braugasse, ISBN 978-3-00-060758-5
- Kunst+Kohle, 2018, Herausgeber Paul Kaiser, Sächsisches Industriemuseum
- anderswo, 2016, Städtische Sammlungen Kamenz, ISBN 978-3-910046-63-4
- Gebrochene Landschaften, 2016, Herausgeber Sören Fischer, Dresden, ISBN 978-3-00-053986-2
- Brandenburgischer Kunstpreis 2016, Hrsg. Stiftung Schloss Neuhardenberg, Märkische Oderzeitung, 2016
- Bus stops, hrsg. v. Michael Kruscha, Texte von Marina Linares und Frauke Hunfeld, seltmann+söhne Verlag, Lüdenscheid 2015, ISBN 978-3-944721-52-1.
- Around you-Ostrale`014, Hrsg. OSTRALE – Internationale Ausstellung für zeitgenössische Künste, 2014
- Michael Kruscha, Ines Diederich: Paso doble, Text von Marina Linares Kulturforum Geisendorf, 2011
- Michael Kruscha, Ines Diederich: Tanz des Phönix, Gut Geisendorf - Kulturforum der Lausitzer Braunkohle, 2011
- Michael Kruscha: Über Nazca und andere Gedankenflüge, 2003

## Auszeichnungen
- Deutscher Fotobuchpreis 2018 in Bronze, Bus Stops, Kategorie „Konzeptionell-Künstlerisch“, Hochschule der Medien, Stuttgart, 2017

## Belege
1. ↑  Jörg Sperling: hier und da, 2021
2. ↑  Feuer nach dem Tanz, Lausitzer Rundschau, 7. Mai 2011
3. ↑  hier und da, 4. September 2021,575-Kunstraum Braugasse, 2022
4. ↑  Marina Linares: Bus Stops, 2015
5. ↑  Jörg Sperling: Leerraum, 2023
6. ↑  Jörg Sperling: Leerraum, 2015

| Personendaten    | Personendaten                |
| ---------------- | ---------------------------- |
| NAME             | Kruscha, Michael             |
| KURZBESCHREIBUNG | deutscher Maler und Fotograf |
| GEBURTSDATUM     | 30. August 1961              |
| GEBURTSORT       | Hoyerswerda                  |